# Anolis monteverde
Espèce
Synonymes
- Norops monteverde (Köhler, 2009)

Anolis monteverde est une espèce de sauriens de la famille des Dactyloidae. 

## Répartition
Cette espèce est endémique du Costa Rica.

## Publication originale
- Köhler, 2009 : New Species of Anolis Formerly Referred to as Anolis altae from Monteverde, Costa Rica (Squamata: Polychrotidae). Journal of Herpetology, p. 43, no 1, p. 11-20.